# Ярин В'ячеслав Миколайович
 В'ячесла́в Микола́йович Я́рин (Ярін) (1883–1968), учений у галузі залізобетону родом з Петербурга. Професор (1938). Дійсний член Академії будівництва та архітектури УРСР (1958—1963)

## Життєпис
У 1915—1919 працював в управлінні залізниць у Галичині, 1919—1930 — Південно-Західних залізниць у Києві; 1921—1930 викладач Київського політехнічного інституту (з 1928 професор). У 1930—1941 та з 1944 професор та завідувач кафедри залізобетонних конструкцій Київського інженерно-будівельного інституту.
Праці Ярина в основному присвячені питанням будівництва мостів та залізобетонних конструкцій. Заслужений діяч науки і техніки Української РСР.